# Palle Lauring
Palle Lauring f. Lauring Andersen (født 16. oktober 1909 på Frederiksberg, død 3. oktober 1996) var en dansk forfatter og historieformidler. Bror til skuespilleren Gunnar Lauring.

## Liv og karriere
Palle Lauring blev født på Frederiksberg. Han tog realeksamen fra Frederiksberg Gymnasium i 1927. I 1935 tog han lærereksamen fra Haderslev Seminarium og virkede fra 1937 ved Københavns kommunes skoler.
Han debuterede som forfatter med romanen Vitellius i 1944, men gjorde sig især gældende med sine letlæste bøger om Danmarks historie, navnlig Palle Laurings Danmarkshistorie i 10 bind, udkommet 1961-1979 og egnsbeskrivelserne i syv bind Rejse i Danmark, der udkom 1956-1962. Palle Laurings forfatterskab er præget af en solid historisk viden kombineret med stor fortælleglæde. Gennem optræden i radio og tv nåede hans tolkning af historien ud til et stort publikum.
I sine erindringer, To verdner (1989) og Brydningstid (1992), fortæller Palle Lauring om sin opvækst og udvikling i et varmt og stimulerende Frederiksberg-miljø, om fiasko i skolegangen, om opbruddet fra hjemmet, om seminarietiden i Haderslev, rejserne, familielivet, Sønderjylland efter genforeningen, om livet som lærer på forskellige københavnske skoler og om arbejdet med sine første bøger.
Han var medlem af bestyrelsen for Dansk Forfatterforening og redaktør af Forfatteren fra 1949 til 1952.

## Legater og priser
- 1952: Herman Bangs Mindelegat
- 1956: Holberg-medaljen
- 1957: Kulturministeriets forfatterpris for børne- og ungdomsbøger for Stendolken, en roman for børn
- 1961: De Gyldne Laurbær
- 1963: Søren Gyldendal-prisen
- 1965: Henrik Pontoppidans Mindefonds legat og arbejdslegat fra Statens Kunstfond
- 1966: Kaptajn H.C. Lundgreens Legat
- 1969: Adam Oehlenschläger Legatet
- 1970: Läkerols Kulturpris
- 1977: G.E.C. Gads Fonds Hæderspris
- 1978: Dansk Forfatterforenings Faglitterære Pris
- 1986: Det Skånske Akademis diplom
- 1989: Danmarks Biblioteksforenings Forfatterpris
- 1991: Selskabet for de skiønne og nyttige Videnskabers Pris og Ole Haslunds Kunstnerfond
- 1993: Dronning Marg.IIs Arkæol. fonds Medaille
- 1995: Krebs' Skoles Pris
- 1996: Årets Arkæolog